# Simning vid världsmästerskapen i simsport 2025 – Damernas 200 meter bröstsim
Damernas 200 meter bröstsim vid världsmästerskapen i simsport 2025 avgjordes mellan den 31 juli och 1 augusti 2025 i World Aquatics Championships Arena i Singapore Sports Hub i Kallang i Singapore.

## Rekord
Inför tävlingens start fanns följande världs- och mästerskapsrekord:
|                   | Namn                  | Nation   | Tid     | Ort                | Datum          |
| ----------------- | --------------------- | -------- | ------- | ------------------ | -------------- |
| Världsrekord      | Jevgenija Tjikunova   | Ryssland | 2.17,55 | Kazan, Ryssland    | 21 april 2023  |
| Mästerskapsrekord | Rikke Møller Pedersen | Danmark  | 2.19,11 | Barcelona, Spanien | 1 augusti 2013 |

Följande rekord noterades under mästerskapet:
| Datum     | Tävling | Namn          | Nationalitet | Tid     | Rekord |
| --------- | ------- | ------------- | ------------ | ------- | ------ |
| 1 augusti | Final   | Kate Douglass | USA          | 2.18,50 | 0MR0   |

## Resultat

### Försöksheat
Försöksheaten startade den 31 juli klockan 10:53.
| Placering | Heat | Bana | Namn                 | Nationalitet         | Tid     | Noteringar |
| --------- | ---- | ---- | -------------------- | -------------------- | ------- | ---------- |
| 1         | 3    | 4    | Jevgenija Tjikunova  | Neutrala idrottare B | 2.22,30 | 0Q0        |
| 2         | 4    | 4    | Kate Douglass        | USA                  | 2.23,28 | 0Q0        |
| 3         | 2    | 3    | Alina Zmusjka        | Neutrala idrottare A | 2.24,24 | 0Q0        |
| 4         | 2    | 4    | Angharad Evans       | Storbritannien       | 2.24,82 | 0Q0        |
| 5         | 3    | 8    | Lyu Qinyao           | Kina                 | 2.24,93 | 0Q0        |
| 6         | 4    | 7    | Clara Rybak-Andersen | Danmark              | 2.24,98 | 0Q0        |
| 7         | 3    | 3    | Kaylene Corbett      | Sydafrika            | 2.25,10 | 0Q0        |
| 8         | 2    | 7    | Ellie McCartney      | Irland               | 2.25,22 | 0Q0        |
| 9         | 2    | 5    | Satomi Suzuki        | Japan                | 2.25,26 | 0Q0        |
| 10        | 2    | 6    | Anna Elendt          | Tyskland             | 2.25,43 | 0Q0        |
| 11        | 3    | 6    | Kotryna Teterevkova  | Litauen              | 2.25,58 | 0Q0        |
| 12        | 4    | 3    | Ella Ramsay          | Australien           | 2.25,95 | 0Q0        |
| 13        | 4    | 2    | Kristýna Horská      | Tjeckien             | 2.26,29 | 0Q0        |
| 14        | 4    | 5    | Alex Walsh           | USA                  | 2.26,56 | 0Q0        |
| 15        | 2    | 8    | Park Si-eun          | Sydkorea             | 2.26,74 | 0Q0        |
| 16        | 2    | 0    | Macarena Ceballos    | Argentina            | 2.26,82 | 0Q0        |
| 17        | 4    | 6    | Mary-Sophie Harvey   | Kanada               | 2.26,95 |            |
| 18        | 3    | 1    | Lisa Angiolini       | Italien              | 2.26,98 |            |
| 19        | 2    | 2    | Francesca Fangio     | Italien              | 2.27,01 |            |
| 20        | 2    | 1    | Sophie Angus         | Kanada               | 2.27,51 |            |
| 21        | 4    | 8    | Emma Carrasco        | Spanien              | 2.27,80 |            |
| 22        | 4    | 0    | Letitia Sim          | Singapore            | 2.27,91 |            |
| 22        | 4    | 1    | Kotomi Kato          | Japan                | 2.27,91 |            |
| 24        | 3    | 2    | Rebecca Meder        | Sydafrika            | 2.28,40 |            |
| 25        | 3    | 7    | Tara Kinder          | Australien           | 2.29,32 |            |
| 26        | 2    | 9    | Lanihei Connolly     | Cooköarna            | 2.29,87 | 0NR0       |
| 27        | 3    | 9    | Emily Santos         | Panama               | 2.30,95 |            |
| 28        | 4    | 9    | Maria Romanjuk       | Estland              | 2.32,56 |            |
| 29        | 1    | 4    | Jialian Candice Gao  | Hongkong             | 2.34,03 |            |
| 30        | 1    | 6    | Maria Erokhina       | Cypern               | 2.34,62 |            |
| 31        | 1    | 5    | Nàdia Tudó           | Andorra              | 2.36,84 |            |
| 32        | 1    | 3    | Stephanie Iannaccone | Guatemala            | 2.37,06 |            |
| 33        | 3    | 0    | Lisa Mamié           | Schweiz              | 0DNS0   | 0DNS0      |
| 33        | 3    | 5    | Mona McSharry        | Irland               | 0DNS0   | 0DNS0      |

### Semifinaler
Semifinalerna startade den 31 juli klockan 19:45.
| Placering | Heat | Bana | Namn                 | Nationalitet         | Tid     | Noteringar |
| --------- | ---- | ---- | -------------------- | -------------------- | ------- | ---------- |
| 1         | 2    | 4    | Jevgenija Tjikunova  | Neutrala idrottare B | 2.20,65 | 0Q0        |
| 2         | 1    | 4    | Kate Douglass        | USA                  | 2.20,96 | 0Q0        |
| 3         | 2    | 7    | Kotryna Teterevkova  | Litauen              | 2.22,98 | 0Q0        |
| 4         | 1    | 5    | Angharad Evans       | Storbritannien       | 2.23,32 | 0Q0        |
| 5         | 2    | 5    | Alina Zmusjka        | Neutrala idrottare A | 2.23,33 | 0Q0        |
| 6         | 1    | 6    | Ellie McCartney      | Irland               | 2.23,79 | 0Q0        |
| 7         | 2    | 6    | Kaylene Corbett      | Sydafrika            | 2.23,81 | 0Q0        |
| 8         | 1    | 3    | Clara Rybak-Andersen | Danmark              | 2.24,10 | 0Q0        |
| 9         | 1    | 7    | Ella Ramsay          | Australien           | 2.24,24 |            |
| 10        | 2    | 3    | Lyu Qinyao           | Kina                 | 2.24,33 |            |
| 11        | 1    | 2    | Anna Elendt          | Tyskland             | 2.24,39 |            |
| 12        | 1    | 1    | Alex Walsh           | USA                  | 2.25,16 |            |
| 13        | 2    | 1    | Kristýna Horská      | Tjeckien             | 2.25,95 |            |
| 14        | 2    | 2    | Satomi Suzuki        | Japan                | 2.26,44 |            |
| 15        | 1    | 8    | Macarena Ceballos    | Argentina            | 2.28,30 |            |
| 16        | 2    | 8    | Park Si-eun          | Sydkorea             | 2.29,67 |            |

### Final
Finalen startade den 1 augusti klockan 20:08.
| Placering | Bana | Namn                 | Nationalitet         | Tid     | Noteringar |
| --------- | ---- | -------------------- | -------------------- | ------- | ---------- |
| 1         | 5    | Kate Douglass        | USA                  | 2.18,50 | 0MR0, 0AR0 |
| 2         | 4    | Jevgenija Tjikunova  | Neutrala idrottare B | 2.19,96 |            |
| 3         | 1    | Kaylene Corbett      | Sydafrika            | 2.23,52 |            |
| 3         | 2    | Alina Zmusjka        | Neutrala idrottare A | 2.23,52 |            |
| 5         | 6    | Angharad Evans       | Storbritannien       | 2.24,21 |            |
| 6         | 3    | Kotryna Teterevkova  | Litauen              | 2.24,25 |            |
| 7         | 7    | Ellie McCartney      | Irland               | 2.25,22 |            |
| 8         | 8    | Clara Rybak-Andersen | Danmark              | 2.25,36 |            |